# Чемпионат мира по шорт-треку среди юниоров 2013
Чемпионат мира по шорт-треку среди юниоров 2013 года проходил с 22-24 февраля в Варшаве (Польша).
Чемпионат включает в себя четыре дистанции — 500, 1000, 1500 и 1500 метров — суперфинал. На дистанциях сначала проводятся предварительные забеги, затем лучшие шорт-трекисты участвуют в финальных забегах. Чемпионом мира становится спортсмен, набравший наибольшую сумму очков по итогам четырёх дистанций. В случае равенства набранных очков преимущество отдаётся спортсмену занявшему более высокое место в суперфинале на дистанции 1500 м. Также проводятся с 2001 года эстафеты по три человека у девушек и у юношей на 2000 м. С 2011 года в эстафетах участвует по четыре человека на дистанциях 3000 м. С 2019 года абсолютный чемпион не разыгрывается.

## Общий медальный зачёт
| Место | Страна           | Золото | Серебро | Бронза | Всего |
| ----- | ---------------- | ------ | ------- | ------ | ----- |
| 1     | Республика Корея | 7      | 4       | 3      | 14    |
| 2     | Китай            | 3      | 4       | 3      | 10    |
| 3     | Россия           | 0      | 1       | 1      | 2     |
| 4     | Канада           | 0      | 1       | 0      | 1     |
| 5-7   | Венгрия          | 0      | 0       | 1      | 1     |
| 5-7   | Япония           | 0      | 0       | 1      | 1     |
| 5-7   | Австралия        | 0      | 0       | 1      | 1     |

## Медалисты

### Юноши
| Дисциплина        | Золото                                       | Серебро                                                  | Бронза                                        |
| ----------------- | -------------------------------------------- | -------------------------------------------------------- | --------------------------------------------- |
| 500 м             | Пак Се Ён Республика Корея                   | Хань Тяньюй Китай                                        | Ким Бюн Джун Республика Корея                 |
| 1000 м            | Хань Тяньюй Китай                            | Пак Се Ён Республика Корея                               | Шандор Шаолинь Лю Венгрия                     |
| 1500 м            | Хань Тяньюй Китай                            | Ли Хё Бин Республика Корея                               | Пак Се Ён Республика Корея                    |
| 1500 м суперфинал | Пак Се Ён Республика Корея                   | Ли Хё Бин Республика Корея                               | Ким Бюн Джун Республика Корея                 |
| Многоборье        | Пак Се Ён Республика Корея                   | Хань Тяньюй Китай                                        | Ли Хё Бин Республика Корея                    |
| Эстафета-3000 м   | Пак Се Ён Ли Хё Бин Ким Бюн Джун Чун Джи Вун | Давид Гуле Александр Фатхуллин Уильям Прюдомм Иоан Готье | Рю Ватанабэ Хироки Ёкояма Дэн Иваса Кей Саито |

### Девушки
| Дисциплина        | Золото                                     | Серебро                             | Бронза                                                               |
| ----------------- | ------------------------------------------ | ----------------------------------- | -------------------------------------------------------------------- |
| 500 м             | Хань Юйтун Китай                           | Сяо Хань Китай                      | Линь Юэ Китай                                                        |
| 1000 м            | Ким А Лан Республика Корея                 | Но До Хи Республика Корея           | Хань Юйтун Китай                                                     |
| 1500 м            | Но До Хи Республика Корея                  | Евгения Захарова Россия             | Дианна Локет Австралия                                               |
| 1500 м суперфинап | Но До Хи Республика Корея                  | Ким А Лан Республика Корея          | Дианна Локет Австралия                                               |
| Многоборье        | Но До Хи Республика Корея                  | Ким А Лан Республика Корея          | Хань Юйтун Китай                                                     |
| Эстафета-3000 м   | Но До Хи Ким А Лан Ан Се Джун Кон Сан Джон | Хань Юйтун Линь Юэ Сяо Хань Цзи Сюэ | Евгения Захарова Софья Просвирнова Эмина Малагич Екатерина Стрелкова |